# Dietro front (Emis Killa)
Dietro front è un singolo del rapper italiano Emis Killa, pubblicato il 18 maggio 2012 come terzo estratto dal secondo album in studio L'erba cattiva.
Il singolo ha visto la partecipazione del rapper Fabri Fibra.

## Classifiche
| Classifica (2012) | Posizione massima |
| ----------------- | ----------------- |
| Italia            | 98                |